# Светр

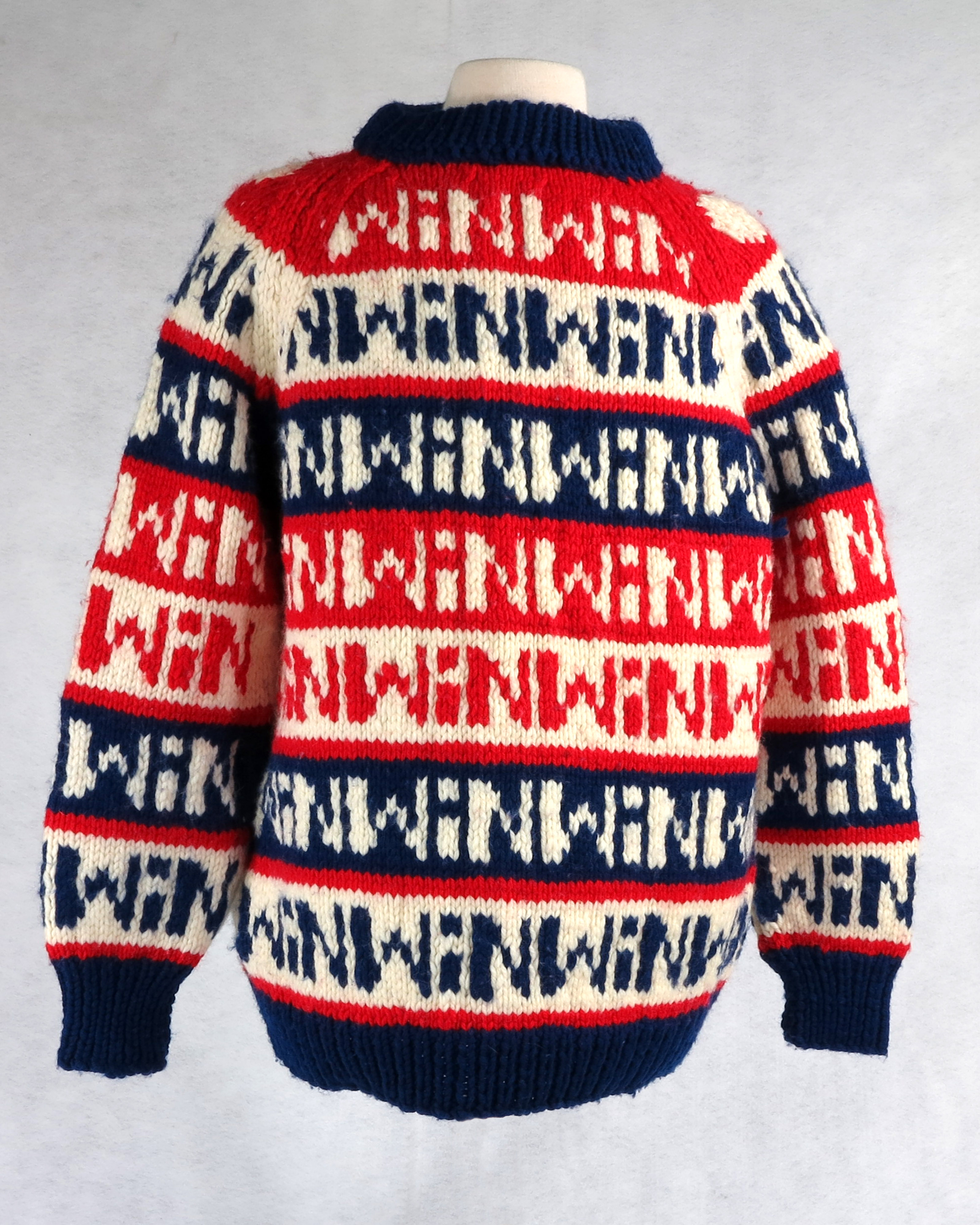
Светр

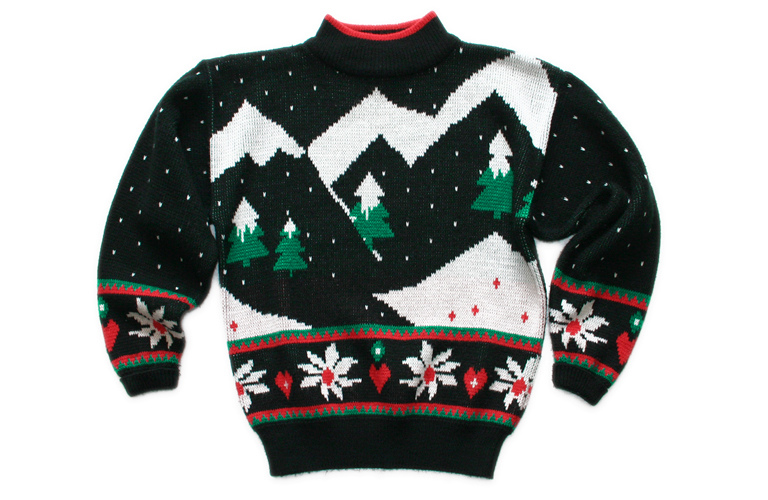
Дитячий светр

Светр (англ. sweater від to sweat — «пітніти») — предмет в'язаного одягу для верхньої частини тіла без застібок, з довгими рукавами і характерним високим дво- або тришаровим коміром, що облягає шию. Светр в'яжуть з товстої або середньої товщини вовняної або напіввовняної пряжі на спицях або гачком, рідше на в'язальних машинах. Можливий різний тип в'язки, для коміра і манжета застосовують «гумку» усіх видів. Значного поширення набув декор на лицьовій частині светра.

## Історія
Фасон светра сформувався до середини XIX століття на основі традиційного повсякденного одягу жителів Північної Європи. Своє перше широке застосування в'язаний шерстяний светр знайшов наприкінці XIX століття у Європі як одяг для схуднення. Лікарі рекомендували займатися фізичними вправами у светрі, який, збільшуючи потовиділення, сприяв спалюванню жиру (англійською «потіти» — to sweat, від цього слова і було утворено найменування «светр»). Незабаром цей вид теплого одягу, що не потребує використання шарфу, оцінили моряки. На початку XX століття светр набув поширення як спортивний одяг (для зимових видів спорту: лижі, ковзани). У період з 1920-х по 1970-ті роки светр увійшов до складу військового обмундирування багатьох країн для льотчиків, моряків, підводників.
У 1930-х роках Коко Шанель ввела светр у світ високої моди, представивши моделі светрів для жінок. Процес фемінізації светрів відбувався достатньо повільно до 1950-1960-х років, коли Мерилін Монро, голлівудський режисер Ед Вуд, імперія Г'ю Гефнера «Playboy» настільки популяризували жіночий светр, що в англійській мові навіть з'явилося самостійне позначення нового модного типажу — «sweater girl» (можна перекласти як «дівчина з великими грудьми в облягаючому светрі»).
У 1970-х роках популярність светрів з натуральної вовни знизилась у зв'язку з бумом синтетичних тканин. Саме у цей час з'явилися часто використовувані донині акрилові светри. Нова хвиля інтересу до светрів у 1980-х роках прийшла зі Східної Європи, де широким верствам населення стали доступні побутові в'язальні машини, було налагоджено випуск численних журналів з в'язання. У СРСР з кінця 1970-х років також випускалися в'язальні машини, тут масове в'язання светрів стимулювалося прагненням в умовах дефіциту носити незвичайний, індивідуальний одяг.

## Сучасність
Светр рекомендують носити з джинсами, спідницями з товстої матерії. Подовжені моделі являють собою светр-сукню. На вулиці светр, захищаючи горло, дозволяє більш вільно трактувати верхній одяг, наприклад, залишати комір куртки або пальто широко розкритим.
Сучасна промисловість (зокрема, підприємства КНР), користуючись популярністю светрів, випускає велику кількість дешевих, недовговічних та холодних виробів зі штучної пряжі. Однак більш дорогі светри служать без втрати товарного вигляду не менше 10 років, особливо якщо це одиничний виріб ручної роботи. Окреме місце займають традиційні светри, відомі на весь світ як національні сувеніри — це шотландські, скандинавські, індійські, іранські светри з характерними візерунками та переплетеннями.
Консультанти з одягу та стилю не можуть прийти до єдиної думки про допустимість носіння светрів на голе тіло. У більшості культур очевидна відсутність білизни (футболки, майки) під светром сприймається як сексуальний виклик, що посилюється у разі використання тонкої облягаючої тканини.

## Схожі вироби
Не слід плутати светр з водолазкою (тонкою трикотажною сорочкою на зразок светру, але з бавовняних матеріалів або синтетики), джемпером, пуловером, які не мають високого коміра, кофтою (яка має застібку).